# Mats Wikström
Mats Johan Wikström, född 10 juli 1964 i Nacka församling, Stockholms län, är en svensk före detta barnskådespelare. Han spelade Astrid Lindgrens Karlsson på taket i Världens bästa Karlsson. Wikströms egen röst används dock inte i filmen, utan dubbas över av Jan Nygren.
Han har utbildat sig till väktare i Boden; han har en son född 1993. Han medverkade i Filip och Fredriks TV-program Nugammalt som sändes 13 maj 2013 i Kanal 5, där han blev intervjuad tillsammans med Inger Nilsson.